# Vuelta a la Comunidad Valenciana 2019
La 70.ª edición de la competición ciclista Vuelta a la Comunidad Valenciana fue una carrera de ciclismo en ruta por etapas que se celebró entre el 6 y el 10 de febrero en España, con inicio en el municipio de la Comunidad Valenciana de Orihuela y final en la ciudad de Valencia sobre un recorrido de 647 kilómetros.
La carrera hizo parte del UCI Europe Tour 2019 dentro de la categoría UCI 2.1. El vencedor final fue el español Ion Izagirre del Astana seguido de los también españoles Alejandro Valverde del Movistar y Pello Bilbao del Astana.

## Equipos participantes
Tomaron parte en la carrera 24 equipos: 11 de categoría UCI WorldTour 2019 invitados por la organización; 11 de categoría Profesional Continental; 2 de categoría Continental. Formando así un pelotón de 167 ciclistas de los que acabaron 151. Los equipos participantes fueron:
| WorldTeams (11)- Movistar Team - Sky - UAE Team Emirates - Mitchelton-Scott - Katusha-Alpecin - AG2R La Mondiale - Bahrain-Merida - Astana - Team Jumbo-Visma - Dimension Data - CCC Team Equipos continentales profesionales (11)- Cofidis, Solutions Crédits - Caja Rural-Seguros RGA - Direct Énergie - Israel Cycling Academy - Burgos-BH - Euskadi Basque Country-Murias - Gazprom-RusVelo - Nippo Vini Fantini Faizanè - Rally UHC Cycling - Sport Vlaanderen-Baloise - W52-FC Porto Equipos continentales (2)- Fundación Euskadi - Kometa |
| |

## Recorrido
La Vuelta a la Comunidad Valenciana dispuso de cinco etapas para un recorrido total de 647 kilómetros.
| Etapa     | Fecha     | Recorrido               | type                    | Distancia (km) | Ganador              | Líder                |
| --------- | --------- | ----------------------- | ----------------------- | -------------- | -------------------- | -------------------- |
| 1.ª etapa | 6 de feb  | Orihuela – Orihuela     | contrarreloj individual | 10,2           | Edvald Boasson Hagen | Edvald Boasson Hagen |
| 2.ª etapa | 7 de feb  | Alicante – Alicante     | etapa de media montaña  | 166            | Matteo Trentin       | Edvald Boasson Hagen |
| 3.ª etapa | 8 de feb  | Cuart de Poblet – Chera | etapa de media montaña  | 194,3          | Greg Van Avermaet    | Edvald Boasson Hagen |
| 4.ª etapa | 9 de feb  | Villarreal – Alcossebre | etapa de montaña        | 188            | Adam Yates           | Ion Izagirre         |
| 5.ª etapa | 10 de feb | Paterna – Valencia      | etapa llana             | 88,5           | Dylan Groenewegen    | Ion Izagirre         |

## Desarrollo de la carrera

### 1.ª etapa
| Orihuela - Orihuela | contrarreloj individual | (10,2 km) |

| \| Clasificación de la etapa \| Clasificación de la etapa \| Clasificación de la etapa \| Clasificación de la etapa \| Clasificación de la etapa \| \| Ciclista \| Ciclista \| Equipo \| Tiempo \| \| \| ------------------------- \| ------------------------- \| ------------------------- \| ------------------------- \| ------------------------- \| \| 1.º \| Edvald Boasson Hagen \| Dimension Data \| 12 min 55 s \| \| \| 2.º \| Ion Izagirre \| Astana \| + 5 s \| \| \| 3.º \| Tony Martin \| Team Jumbo-Visma \| + 7 s \| \| \| 4.º \| Dylan Teuns \| Bahrain-Merida \| + 8 s \| \| \| 5.º \| Jos van Emden \| Team Jumbo-Visma \| + 10 s \| \| \| 6.º \| Nélson Filippe Oliveira \| Movistar Team \| + 11 s \| \| \| 7.º \| Pello Bilbao \| Astana \| + 13 s \| \| \| 8.º \| Alejandro Valverde \| Movistar Team \| + 14 s \| \| \| 9.º \| Jan Tratnik \| Bahrain-Merida \| + 19 s \| \| \| 10.º \| Daniel Martin \| UAE Team Emirates \| + 20 s \| \| |                         |                   |             |
| |                         |                   |             |
| Fuente: ProCyclingStats |                         |                   |             |
| Clasificación de la etapa |                         |                   |             |
| Ciclista | Ciclista                | Equipo            | Tiempo      |
| 1.º | Edvald Boasson Hagen    | Dimension Data    | 12 min 55 s |
| 2.º | Ion Izagirre            | Astana            | + 5 s       |
| 3.º | Tony Martin             | Team Jumbo-Visma  | + 7 s       |
| 4.º | Dylan Teuns             | Bahrain-Merida    | + 8 s       |
| 5.º | Jos van Emden           | Team Jumbo-Visma  | + 10 s      |
| 6.º | Nélson Filippe Oliveira | Movistar Team     | + 11 s      |
| 7.º | Pello Bilbao            | Astana            | + 13 s      |
| 8.º | Alejandro Valverde      | Movistar Team     | + 14 s      |
| 9.º | Jan Tratnik             | Bahrain-Merida    | + 19 s      |
| 10.º | Daniel Martin           | UAE Team Emirates | + 20 s      |

| \| Clasificación general \| Clasificación general \| Clasificación general \| Clasificación general \| Clasificación general \| \| Ciclista \| Ciclista \| Equipo \| Tiempo \| \| \| --------------------- \| ----------------------- \| --------------------- \| --------------------- \| --------------------- \| \| 1.º \| Edvald Boasson Hagen \| Dimension Data \| 12 min 55 s \| \| \| 2.º \| Ion Izagirre \| Astana \| + 5 s \| \| \| 3.º \| Tony Martin \| Team Jumbo-Visma \| + 7 s \| \| \| 4.º \| Dylan Teuns \| Bahrain-Merida \| + 8 s \| \| \| 5.º \| Jos van Emden \| Team Jumbo-Visma \| + 10 s \| \| \| 6.º \| Nélson Filippe Oliveira \| Movistar Team \| + 11 s \| \| \| 7.º \| Pello Bilbao \| Astana \| + 13 s \| \| \| 8.º \| Alejandro Valverde \| Movistar Team \| + 14 s \| \| \| 9.º \| Jan Tratnik \| Bahrain-Merida \| + 19 s \| \| \| 10.º \| Daniel Martin \| UAE Team Emirates \| + 20 s \| \| |                         |                   |             |
| |                         |                   |             |
| Fuente: ProCyclingStats |                         |                   |             |
| Clasificación general |                         |                   |             |
| Ciclista | Ciclista                | Equipo            | Tiempo      |
| 1.º | Edvald Boasson Hagen    | Dimension Data    | 12 min 55 s |
| 2.º | Ion Izagirre            | Astana            | + 5 s       |
| 3.º | Tony Martin             | Team Jumbo-Visma  | + 7 s       |
| 4.º | Dylan Teuns             | Bahrain-Merida    | + 8 s       |
| 5.º | Jos van Emden           | Team Jumbo-Visma  | + 10 s      |
| 6.º | Nélson Filippe Oliveira | Movistar Team     | + 11 s      |
| 7.º | Pello Bilbao            | Astana            | + 13 s      |
| 8.º | Alejandro Valverde      | Movistar Team     | + 14 s      |
| 9.º | Jan Tratnik             | Bahrain-Merida    | + 19 s      |
| 10.º | Daniel Martin           | UAE Team Emirates | + 20 s      |

### 2.ª etapa
| Alicante - Alicante | etapa de media montaña | (166 km) |

| \| Clasificación de la etapa \| Clasificación de la etapa \| Clasificación de la etapa \| Clasificación de la etapa \| Clasificación de la etapa \| \| Ciclista \| Ciclista \| Equipo \| Tiempo \| \| \| ------------------------- \| ------------------------- \| ----------------------------- \| ------------------------- \| ------------------------- \| \| 1.º \| Matteo Trentin \| Mitchelton-Scott \| 4 h 10 min 12 s \| \| \| 2.º \| Nacer Bouhanni \| Cofidis, Solutions Crédits \| + 0 s \| \| \| 3.º \| Benjamin Swift \| Team Sky \| + 0 s \| \| \| 4.º \| Sonny Colbrelli \| Bahrain-Merida \| + 0 s \| \| \| 5.º \| Alexander Kristoff \| UAE Team Emirates \| + 0 s \| \| \| 6.º \| Edvald Boasson Hagen \| Dimension Data \| + 0 s \| \| \| 7.º \| Thomas Boudat \| Direct Énergie \| + 0 s \| \| \| 8.º \| Sondre Enger \| Israel Cycling Academy \| + 0 s \| \| \| 9.º \| Enrique Sanz \| Euskadi Basque Country-Murias \| + 0 s \| \| \| 10.º \| Christopher Lawless \| Team Sky \| + 0 s \| \| |                      |                               |                 |
| |                      |                               |                 |
| Fuente: ProCyclingStats |                      |                               |                 |
| Clasificación de la etapa |                      |                               |                 |
| Ciclista | Ciclista             | Equipo                        | Tiempo          |
| 1.º | Matteo Trentin       | Mitchelton-Scott              | 4 h 10 min 12 s |
| 2.º | Nacer Bouhanni       | Cofidis, Solutions Crédits    | + 0 s           |
| 3.º | Benjamin Swift       | Team Sky                      | + 0 s           |
| 4.º | Sonny Colbrelli      | Bahrain-Merida                | + 0 s           |
| 5.º | Alexander Kristoff   | UAE Team Emirates             | + 0 s           |
| 6.º | Edvald Boasson Hagen | Dimension Data                | + 0 s           |
| 7.º | Thomas Boudat        | Direct Énergie                | + 0 s           |
| 8.º | Sondre Enger         | Israel Cycling Academy        | + 0 s           |
| 9.º | Enrique Sanz         | Euskadi Basque Country-Murias | + 0 s           |
| 10.º | Christopher Lawless  | Team Sky                      | + 0 s           |

| \| Clasificación general \| Clasificación general \| Clasificación general \| Clasificación general \| Clasificación general \| \| Ciclista \| Ciclista \| Equipo \| Tiempo \| \| \| --------------------- \| --------------------- \| --------------------- \| --------------------- \| --------------------- \| \| 1.º \| Edvald Boasson Hagen \| Dimension Data \| 4 h 23 min 07 s \| \| \| 2.º \| Ion Izagirre \| Astana \| + 5 s \| \| \| 3.º \| Tony Martin \| Team Jumbo-Visma \| + 7 s \| \| \| 4.º \| Dylan Teuns \| Bahrain-Merida \| + 8 s \| \| \| 5.º \| Jos van Emden \| Team Jumbo-Visma \| + 11 s \| \| \| 6.º \| Pello Bilbao \| Astana \| + 12 s \| \| \| 7.º \| Alejandro Valverde \| Movistar Team \| + 14 s \| \| \| 8.º \| Jan Tratnik \| Bahrain-Merida \| + 18 s \| \| \| 9.º \| Daniel Martin \| UAE Team Emirates \| + 19 s \| \| \| 10.º \| Diego Rosa \| Team Sky \| + 20 s \| \| |                      |                   |                 |
| |                      |                   |                 |
| Fuente: ProCyclingStats |                      |                   |                 |
| Clasificación general |                      |                   |                 |
| Ciclista | Ciclista             | Equipo            | Tiempo          |
| 1.º | Edvald Boasson Hagen | Dimension Data    | 4 h 23 min 07 s |
| 2.º | Ion Izagirre         | Astana            | + 5 s           |
| 3.º | Tony Martin          | Team Jumbo-Visma  | + 7 s           |
| 4.º | Dylan Teuns          | Bahrain-Merida    | + 8 s           |
| 5.º | Jos van Emden        | Team Jumbo-Visma  | + 11 s          |
| 6.º | Pello Bilbao         | Astana            | + 12 s          |
| 7.º | Alejandro Valverde   | Movistar Team     | + 14 s          |
| 8.º | Jan Tratnik          | Bahrain-Merida    | + 18 s          |
| 9.º | Daniel Martin        | UAE Team Emirates | + 19 s          |
| 10.º | Diego Rosa           | Team Sky          | + 20 s          |

### 3.ª etapa
| Cuart de Poblet - Chera | etapa de media montaña | (194,3 km) |

| \| Clasificación de la etapa \| Clasificación de la etapa \| Clasificación de la etapa \| Clasificación de la etapa \| Clasificación de la etapa \| \| Ciclista \| Ciclista \| Equipo \| Tiempo \| \| \| ------------------------- \| ------------------------- \| -------------------------- \| ------------------------- \| ------------------------- \| \| 1.º \| Greg Van Avermaet \| CCC Team \| 5 h 00 min 16 s \| \| \| 2.º \| Matteo Trentin \| Mitchelton-Scott \| + 0 s \| \| \| 3.º \| Luis León Sánchez \| Astana \| + 0 s \| \| \| 4.º \| Alejandro Valverde \| Movistar Team \| + 0 s \| \| \| 5.º \| Mike Teunissen \| Team Jumbo-Visma \| + 0 s \| \| \| 6.º \| Sergio Higuita \| Fundación Euskadi \| + 0 s \| \| \| 7.º \| Benjamin Swift \| Team Sky \| + 0 s \| \| \| 8.º \| Sonny Colbrelli \| Bahrain-Merida \| + 0 s \| \| \| 9.º \| Ion Izagirre \| Astana \| + 0 s \| \| \| 10.º \| Marco Canola \| Nippo-Vini Fantini-Faizanè \| + 0 s \| \| |                    |                            |                 |
| |                    |                            |                 |
| Fuente: ProCyclingStats |                    |                            |                 |
| Clasificación de la etapa |                    |                            |                 |
| Ciclista | Ciclista           | Equipo                     | Tiempo          |
| 1.º | Greg Van Avermaet  | CCC Team                   | 5 h 00 min 16 s |
| 2.º | Matteo Trentin     | Mitchelton-Scott           | + 0 s           |
| 3.º | Luis León Sánchez  | Astana                     | + 0 s           |
| 4.º | Alejandro Valverde | Movistar Team              | + 0 s           |
| 5.º | Mike Teunissen     | Team Jumbo-Visma           | + 0 s           |
| 6.º | Sergio Higuita     | Fundación Euskadi          | + 0 s           |
| 7.º | Benjamin Swift     | Team Sky                   | + 0 s           |
| 8.º | Sonny Colbrelli    | Bahrain-Merida             | + 0 s           |
| 9.º | Ion Izagirre       | Astana                     | + 0 s           |
| 10.º | Marco Canola       | Nippo-Vini Fantini-Faizanè | + 0 s           |

| \| Clasificación general \| Clasificación general \| Clasificación general \| Clasificación general \| Clasificación general \| \| Ciclista \| Ciclista \| Equipo \| Tiempo \| \| \| --------------------- \| ----------------------- \| -------------------------- \| --------------------- \| --------------------- \| \| 1.º \| Edvald Boasson Hagen \| Dimension Data \| 9 h 23 min 23 s \| \| \| 2.º \| Ion Izagirre \| Astana \| + 5 s \| \| \| 3.º \| Dylan Teuns \| Bahrain-Merida \| + 8 s \| \| \| 4.º \| Nélson Filippe Oliveira \| Movistar Team \| + 11 s \| \| \| 5.º \| Pello Bilbao \| Astana \| + 12 s \| \| \| 6.º \| Alejandro Valverde \| Movistar Team \| + 14 s \| \| \| 7.º \| Daniel Martin \| UAE Team Emirates \| + 19 s \| \| \| 8.º \| Diego Rosa \| Team Sky \| + 20 s \| \| \| 9.º \| Jack Haig \| Mitchelton-Scott \| + 23 s \| \| \| 10.º \| Jesús Herrada \| Cofidis, Solutions Crédits \| + 24 s \| \| |                         |                            |                 |
| |                         |                            |                 |
| Fuente: ProCyclingStats |                         |                            |                 |
| Clasificación general |                         |                            |                 |
| Ciclista | Ciclista                | Equipo                     | Tiempo          |
| 1.º | Edvald Boasson Hagen    | Dimension Data             | 9 h 23 min 23 s |
| 2.º | Ion Izagirre            | Astana                     | + 5 s           |
| 3.º | Dylan Teuns             | Bahrain-Merida             | + 8 s           |
| 4.º | Nélson Filippe Oliveira | Movistar Team              | + 11 s          |
| 5.º | Pello Bilbao            | Astana                     | + 12 s          |
| 6.º | Alejandro Valverde      | Movistar Team              | + 14 s          |
| 7.º | Daniel Martin           | UAE Team Emirates          | + 19 s          |
| 8.º | Diego Rosa              | Team Sky                   | + 20 s          |
| 9.º | Jack Haig               | Mitchelton-Scott           | + 23 s          |
| 10.º | Jesús Herrada           | Cofidis, Solutions Crédits | + 24 s          |

### 4.ª etapa
| Villarreal - Alcossebre | etapa de montaña | (188 km) |

| \| Clasificación de la etapa \| Clasificación de la etapa \| Clasificación de la etapa \| Clasificación de la etapa \| Clasificación de la etapa \| \| Ciclista \| Ciclista \| Equipo \| Tiempo \| \| \| ------------------------- \| ------------------------- \| -------------------------- \| ------------------------- \| ------------------------- \| \| 1.º \| Adam Yates \| Mitchelton-Scott \| 4 h 54 min 57 s \| \| \| 2.º \| Alejandro Valverde \| Movistar Team \| + 0 s \| \| \| 3.º \| Pello Bilbao \| Astana \| + 2 s \| \| \| 4.º \| Ion Izagirre \| Astana \| + 2 s \| \| \| 5.º \| Daniel Martin \| UAE Team Emirates \| + 4 s \| \| \| 6.º \| Sergio Higuita \| Fundación Euskadi \| + 5 s \| \| \| 7.º \| Jesús Herrada \| Cofidis, Solutions Crédits \| + 12 s \| \| \| 8.º \| Dylan Teuns \| Bahrain-Merida \| + 17 s \| \| \| 9.º \| Jack Haig \| Mitchelton-Scott \| + 17 s \| \| \| 10.º \| Ben Hermans \| Israel Cycling Academy \| + 25 s \| \| |                    |                            |                 |
| |                    |                            |                 |
| Fuente: ProCyclingStats |                    |                            |                 |
| Clasificación de la etapa |                    |                            |                 |
| Ciclista | Ciclista           | Equipo                     | Tiempo          |
| 1.º | Adam Yates         | Mitchelton-Scott           | 4 h 54 min 57 s |
| 2.º | Alejandro Valverde | Movistar Team              | + 0 s           |
| 3.º | Pello Bilbao       | Astana                     | + 2 s           |
| 4.º | Ion Izagirre       | Astana                     | + 2 s           |
| 5.º | Daniel Martin      | UAE Team Emirates          | + 4 s           |
| 6.º | Sergio Higuita     | Fundación Euskadi          | + 5 s           |
| 7.º | Jesús Herrada      | Cofidis, Solutions Crédits | + 12 s          |
| 8.º | Dylan Teuns        | Bahrain-Merida             | + 17 s          |
| 9.º | Jack Haig          | Mitchelton-Scott           | + 17 s          |
| 10.º | Ben Hermans        | Israel Cycling Academy     | + 25 s          |

| \| Clasificación general \| Clasificación general \| Clasificación general \| Clasificación general \| Clasificación general \| \| Ciclista \| Ciclista \| Equipo \| Tiempo \| \| \| --------------------- \| --------------------- \| -------------------------- \| --------------------- \| --------------------- \| \| 1.º \| Ion Izagirre \| Astana \| 14 h 18 min 27 s \| \| \| 2.º \| Alejandro Valverde \| Movistar Team \| + 7 s \| \| \| 3.º \| Pello Bilbao \| Astana \| + 7 s \| \| \| 4.º \| Daniel Martin \| UAE Team Emirates \| + 16 s \| \| \| 5.º \| Dylan Teuns \| Bahrain-Merida \| + 18 s \| \| \| 6.º \| Jesús Herrada \| Cofidis, Solutions Crédits \| + 29 s \| \| \| 7.º \| Jack Haig \| Mitchelton-Scott \| + 33 s \| \| \| 8.º \| Adam Yates \| Mitchelton-Scott \| + 34 s \| \| \| 9.º \| Edvald Boasson Hagen \| Dimension Data \| + 46 s \| \| \| 10.º \| Rui Alberto Costa \| UAE Team Emirates \| + 48 s \| \| |                      |                            |                  |
| |                      |                            |                  |
| Fuente: ProCyclingStats |                      |                            |                  |
| Clasificación general |                      |                            |                  |
| Ciclista | Ciclista             | Equipo                     | Tiempo           |
| 1.º | Ion Izagirre         | Astana                     | 14 h 18 min 27 s |
| 2.º | Alejandro Valverde   | Movistar Team              | + 7 s            |
| 3.º | Pello Bilbao         | Astana                     | + 7 s            |
| 4.º | Daniel Martin        | UAE Team Emirates          | + 16 s           |
| 5.º | Dylan Teuns          | Bahrain-Merida             | + 18 s           |
| 6.º | Jesús Herrada        | Cofidis, Solutions Crédits | + 29 s           |
| 7.º | Jack Haig            | Mitchelton-Scott           | + 33 s           |
| 8.º | Adam Yates           | Mitchelton-Scott           | + 34 s           |
| 9.º | Edvald Boasson Hagen | Dimension Data             | + 46 s           |
| 10.º | Rui Alberto Costa    | UAE Team Emirates          | + 48 s           |

### 5.ª etapa
| Paterna - Valencia | etapa llana | (88,5 km) |

| \| Clasificación de la etapa \| Clasificación de la etapa \| Clasificación de la etapa \| Clasificación de la etapa \| Clasificación de la etapa \| \| Ciclista \| Ciclista \| Equipo \| Tiempo \| \| \| ------------------------- \| ------------------------- \| -------------------------- \| ------------------------- \| ------------------------- \| \| 1.º \| Dylan Groenewegen \| Team Jumbo-Visma \| 1 h 50 min 17 s \| \| \| 2.º \| Alexander Kristoff \| UAE Team Emirates \| + 0 s \| \| \| 3.º \| Matteo Trentin \| Mitchelton-Scott \| + 0 s \| \| \| 4.º \| Luka Mezgec \| Mitchelton-Scott \| + 0 s \| \| \| 5.º \| Nacer Bouhanni \| Cofidis, Solutions Crédits \| + 0 s \| \| \| 6.º \| Michele Gazzoli \| Kometa \| + 0 s \| \| \| 7.º \| Sondre Enger \| Israel Cycling Academy \| + 0 s \| \| \| 8.º \| Sonny Colbrelli \| Bahrain-Merida \| + 0 s \| \| \| 9.º \| Edvald Boasson Hagen \| Dimension Data \| + 0 s \| \| \| 10.º \| Giovanni Lonardi \| Nippo-Vini Fantini-Faizanè \| + 0 s \| \| |                      |                            |                 |
| |                      |                            |                 |
| Fuente: ProCyclingStats |                      |                            |                 |
| Clasificación de la etapa |                      |                            |                 |
| Ciclista | Ciclista             | Equipo                     | Tiempo          |
| 1.º | Dylan Groenewegen    | Team Jumbo-Visma           | 1 h 50 min 17 s |
| 2.º | Alexander Kristoff   | UAE Team Emirates          | + 0 s           |
| 3.º | Matteo Trentin       | Mitchelton-Scott           | + 0 s           |
| 4.º | Luka Mezgec          | Mitchelton-Scott           | + 0 s           |
| 5.º | Nacer Bouhanni       | Cofidis, Solutions Crédits | + 0 s           |
| 6.º | Michele Gazzoli      | Kometa                     | + 0 s           |
| 7.º | Sondre Enger         | Israel Cycling Academy     | + 0 s           |
| 8.º | Sonny Colbrelli      | Bahrain-Merida             | + 0 s           |
| 9.º | Edvald Boasson Hagen | Dimension Data             | + 0 s           |
| 10.º | Giovanni Lonardi     | Nippo-Vini Fantini-Faizanè | + 0 s           |

## Clasificaciones finales
- Las clasificaciones finalizaron de la siguiente forma:[4]

### Clasificación general
| \| Clasificación general \| Clasificación general \| Clasificación general \| Clasificación general \| Clasificación general \| \| Ciclista \| Ciclista \| Equipo \| Tiempo \| \| \| --------------------- \| ----------------------- \| -------------------------- \| --------------------- \| --------------------- \| \| 1.º \| Ion Izagirre \| Astana \| 16 h 08 min 44 s \| \| \| 2.º \| Alejandro Valverde \| Movistar Team \| + 7 s \| \| \| 3.º \| Pello Bilbao \| Astana \| + 7 s \| \| \| 4.º \| Daniel Martin \| UAE Team Emirates \| + 16 s \| \| \| 5.º \| Dylan Teuns \| Bahrain-Merida \| + 18 s \| \| \| 6.º \| Jesús Herrada \| Cofidis, Solutions Crédits \| + 29 s \| \| \| 7.º \| Jack Haig \| Mitchelton-Scott \| + 33 s \| \| \| 8.º \| Adam Yates \| Mitchelton-Scott \| + 34 s \| \| \| 9.º \| Edvald Boasson Hagen \| Dimension Data \| + 46 s \| \| \| 10.º \| Rui Alberto Costa \| UAE Team Emirates \| + 48 s \| \| \| 11.º \| Diego Rosa \| Team Sky \| + 57 s \| \| \| 12.º \| Nélson Filippe Oliveira \| Movistar Team \| + 59 s \| \| \| 13.º \| Sergio Higuita \| Fundación Euskadi \| + 1 min 06 s \| \| \| 14.º \| Ben Hermans \| Israel Cycling Academy \| + 1 min 14 s \| \| \| 15.º \| David de la Cruz \| Team Sky \| + 1 min 15 s \| \| |                         |                            |                  |
| |                         |                            |                  |
| Fuentes: ProCyclingStats Cycling Archives |                         |                            |                  |
| Clasificación general |                         |                            |                  |
| Ciclista | Ciclista                | Equipo                     | Tiempo           |
| 1.º | Ion Izagirre            | Astana                     | 16 h 08 min 44 s |
| 2.º | Alejandro Valverde      | Movistar Team              | + 7 s            |
| 3.º | Pello Bilbao            | Astana                     | + 7 s            |
| 4.º | Daniel Martin           | UAE Team Emirates          | + 16 s           |
| 5.º | Dylan Teuns             | Bahrain-Merida             | + 18 s           |
| 6.º | Jesús Herrada           | Cofidis, Solutions Crédits | + 29 s           |
| 7.º | Jack Haig               | Mitchelton-Scott           | + 33 s           |
| 8.º | Adam Yates              | Mitchelton-Scott           | + 34 s           |
| 9.º | Edvald Boasson Hagen    | Dimension Data             | + 46 s           |
| 10.º | Rui Alberto Costa       | UAE Team Emirates          | + 48 s           |
| 11.º | Diego Rosa              | Team Sky                   | + 57 s           |
| 12.º | Nélson Filippe Oliveira | Movistar Team              | + 59 s           |
| 13.º | Sergio Higuita          | Fundación Euskadi          | + 1 min 06 s     |
| 14.º | Ben Hermans             | Israel Cycling Academy     | + 1 min 14 s     |
| 15.º | David de la Cruz        | Team Sky                   | + 1 min 15 s     |

### Clasificación de la montaña
| Clasificación de la montaña | Clasificación de la montaña | Clasificación de la montaña   | Clasificación de la montaña | Clasificación de la montaña |
| Ciclista                    | Ciclista                    | Equipo                        | Puntos                      |                             |
| --------------------------- | --------------------------- | ----------------------------- | --------------------------- | --------------------------- |
| 1.º                         | Diego Rubio                 | Burgos-BH                     | 41 pts                      |                             |
| 2.º                         | Silvan Dillier              | AG2R La Mondiale              | 18 pts                      |                             |
| 3.º                         | Preben Van Hecke            | Sport Vlaanderen-Baloise      | 18 pts                      |                             |
| 4.º                         | João Rodrigues              | W52-FC Porto                  | 12 pts                      |                             |
| 5.º                         | Adam Yates                  | Mitchelton-Scott              | 6 pts                       |                             |
| 6.º                         | Mikel Iturria               | Euskadi Basque Country-Murias | 6 pts                       |                             |
| 7.º                         | Alejandro Valverde          | Movistar Team                 | 4 pts                       |                             |
| 8.º                         | Joan Bou                    | Nippo-Vini Fantini-Faizanè    | 4 pts                       |                             |
| 9.º                         | Nélson Filippe Oliveira     | Movistar Team                 | 3 pts                       |                             |
| 10.º                        | Luis León Sánchez           | Astana                        | 3 pts                       |                             |

### Clasificación de la combinada
| Clasificación por puntos | Clasificación por puntos | Clasificación por puntos   | Clasificación por puntos | Clasificación por puntos |
| Ciclista                 | Ciclista                 | Equipo                     | Puntos                   |                          |
| ------------------------ | ------------------------ | -------------------------- | ------------------------ | ------------------------ |
| 1.º                      | Alejandro Valverde       | Movistar Team              | 11 pts                   |                          |
| 2.º                      | Adam Yates               | Mitchelton-Scott           | 20 pts                   |                          |
| 3.º                      | Pello Bilbao             | Astana                     | 25 pts                   |                          |
| 4.º                      | Ion Izagirre             | Astana                     | 29 pts                   |                          |
| 5.º                      | Luis León Sánchez        | Astana                     | 41 pts                   |                          |
| 6.º                      | Silvan Dillier           | AG2R La Mondiale           | 79 pts                   |                          |
| 7.º                      | Omar Fraile              | Astana                     | 109 pts                  |                          |
| 8.º                      | Preben Van Hecke         | Sport Vlaanderen-Baloise   | 112 pts                  |                          |
| 9.º                      | João Rodrigues           | W52-FC Porto               | 123 pts                  |                          |
| 10.º                     | Joan Bou                 | Nippo-Vini Fantini-Faizanè | 146 pts                  |                          |

### Clasificación de los jóvenes
| Clasificación del mejor joven | Clasificación del mejor joven | Clasificación del mejor joven | Clasificación del mejor joven | Clasificación del mejor joven |
| Ciclista                      | Ciclista                      | Equipo                        | Tiempo                        |                               |
| ----------------------------- | ----------------------------- | ----------------------------- | ----------------------------- | ----------------------------- |
| 1.º                           | Sergio Higuita                | Fundación Euskadi             | 16 h 09 min 49 s              |                               |
| 2.º                           | Aleksandr Vlásov              | Gazprom-RusVelo               | + 11 s                        |                               |
| 3.º                           | Steff Cras                    | Katusha-Alpecin               | + 39 s                        |                               |
| 4.º                           | Juan Pedro López              | Kometa                        | + 1 min 20 s                  |                               |
| 5.º                           | Matej Mohorič                 | Bahrain-Merida                | + 2 min 00 s                  |                               |
| 6.º                           | Kevin Deltombe                | Sport Vlaanderen-Baloise      | + 2 min 10 s                  |                               |
| 7.º                           | Nicola Bagioli                | Nippo-Vini Fantini-Faizanè    | + 2 min 17 s                  |                               |
| 8.º                           | Gonzalo Serrano Rodríguez     | Caja Rural-Seguros RGA        | + 2 min 36 s                  |                               |
| 9.º                           | Iván García Cortina           | Bahrain-Merida                | + 2 min 50 s                  |                               |
| 10.º                          | Sergio Samitier               | Euskadi Basque Country-Murias | + 2 min 55 s                  |                               |

### Clasificación por equipos
| Clasificación por equipos | Clasificación por equipos  | Clasificación por equipos | Clasificación por equipos |
| Equipo                    | Equipo                     | Tiempo                    |                           |
| ------------------------- | -------------------------- | ------------------------- | ------------------------- |
| 1.º                       | Astana                     | 48 h 27 min 22 s          |                           |
| 2.º                       | Sky                        | + 2 min 25 s              |                           |
| 3.º                       | Mitchelton-Scott           | + 3 min 33 s              |                           |
| 4.º                       | Bahrain-Merida             | + 3 min 51 s              |                           |
| 5.º                       | CCC Team                   | + 3 min 52 s              |                           |
| 6.º                       | Movistar Team              | + 5 min 25 s              |                           |
| 7.º                       | Cofidis, Solutions Crédits | + 6 min 28 s              |                           |
| 8.º                       | Dimension Data             | + 7 min 32 s              |                           |
| 9.º                       | Fundación Euskadi          | + 7 min 34 s              |                           |
| 10.º                      | Nippo Vini Fantini Faizanè | + 8 min 18 s              |                           |

## Evolución de las clasificaciones
| Etapa                   | Vencedor                | Clasificación general | Clasificación de la montaña | Clasificación de la combinada | Clasificación de los jóvenes | Clasificación por equipos |
| ----------------------- | ----------------------- | --------------------- | --------------------------- | ----------------------------- | ---------------------------- | ------------------------- |
| 1.ª                     | Edvald Boasson Hagen    | Edvald Boasson Hagen  | no se entregó               | Edvald Boasson Hagen          | Harry Tanfield               | Astana                    |
| 2.ª                     | Matteo Trentin          | Edvald Boasson Hagen  | Diego Rubio                 | Omar Fraile                   | Mads Würtz                   | Astana                    |
| 3.ª                     | Greg Van Avermaet       | Edvald Boasson Hagen  | Diego Rubio                 | Luis León Sánchez             | Iván García Cortina          | Astana                    |
| 4.ª                     | Adam Yates              | Ion Izagirre          | Diego Rubio                 | Alejandro Valverde            | Sergio Higuita               | Astana                    |
| 5.ª                     | Dylan Groenewegen       | Ion Izagirre          | Diego Rubio                 | Alejandro Valverde            | Sergio Higuita               | Astana                    |
| Clasificaciones finales | Clasificaciones finales | Ion Izagirre          | Diego Rubio                 | Alejandro Valverde            | Sergio Higuita               | Astana                    |

## UCI World Ranking
La Vuelta a la Comunidad Valenciana otorgó puntos para el UCI World Ranking para corredores de los equipos en las categorías UCI WorldTeam, Profesional Continental y Equipos Continentales. Las siguientes tablas son el baremo de puntuación y los corredores que obtuvieron puntos:
| Posición              | 1.º | 2.º | 3.º | 4.º | 5.º | 6.º | 7.º | 8.º | 9.º | 10.º | 11.º | 12.º | 13.º-15.º | 16.º-25.º |
| Clasificación general | 125 | 85  | 70  | 60  | 50  | 40  | 35  | 30  | 25  | 20   | 15   | 10   | 5         | 3         |
| Por etapa             | 14  | 5   | 3   |     |     |     |     |     |     |      |      |      |           |           |
| Líder                 | 3   |     |     |     |     |     |     |     |     |      |      |      |           |           |

| Clasificación |                      |                            |         |       |       |       |
| Posición      | Ciclista             | Equipo                     | General | Etapa | Líder | Total |
| ------------- | -------------------- | -------------------------- | ------- | ----- | ----- | ----- |
| 1.º           | Ion Izagirre         | Astana                     | 125     | 5     | 3     | 133   |
| 2.º           | Alejandro Valverde   | Movistar                   | 85      | 5     | -     | 90    |
| 3.º           | Pello Bilbao         | Astana                     | 70      | 3     | -     | 73    |
| 4.º           | Daniel Martin        | UAE Emirates               | 60      | -     | -     | 60    |
| 5.º           | Dylan Teuns          | Bahrain Merida             | 50      | -     | -     | 50    |
| 6.º           | Edvald Boasson Hagen | Dimension Data             | 25      | 14    | 9     | 48    |
| 7.º           | Adam Yates           | Mitchelton-Scott           | 30      | 14    | -     | 44    |
| 8.º           | Jesús Herrada        | Cofidis, Solutions Crédits | 40      | -     | -     | 40    |
| 9.º           | Jack Haig            | Mitchelton-Scott           | 35      | -     | -     | 35    |
| 10.º          | Matteo Trentin       | Mitchelton-Scott           | -       | 22    | -     | 22    |